# Felix Luschka
Felix Luschka, plným jménem Felix Max Luschka von Sellheim (4. března 1885 Kravaře [uváděno též rodiště Bílsko] – 10. února 1968 Kostnice), byl československý politik německé národnosti a meziválečný poslanec Národního shromáždění za Německou křesťansko sociální stranu lidovou, později za Sudetoněmeckou stranu.

## Biografie
Vystudoval práva na Vídeňské univerzitě a získal titul doktora práv. Od roku 1909 byl úředníkem na místodržitelství ve Štýrsku. Po čtyři roky pak byl majitelem statku na Hlučínsku. Byl rovněž správním úředníkem v Opavě. Již před první světovou válkou byl aktivní v rakouské Křesťansko sociální straně.
V parlamentních volbách v roce 1920 se stal poslancem Národního shromáždění a mandát obhájil i ve všech následujících volbách, tedy v parlamentních volbách v roce 1925, parlamentních volbách v roce 1929 a parlamentních volbách v roce 1935. Profesí byl radou politické správy. Podle údajů z roku 1935 bydlel v Opavě.
V rámci křesťanské sociální strany se ve 20. letech profiloval spíše nacionálně (ještě v roce 1926 rozhodně odmítal vstup strany do vládní koalice), ve 30. letech byl naopak stoupencem aktivismu, tedy vstřícného postoje německé menšiny vůči ČSR. Od roku 1925 byl předsedou poslaneckého klubu strany. Byl aktivní v podpoře německého školství na Opavsku a v německy osídlených oblastech na severovýchodě Českých zemí. Kritizoval zrušení Slezské země. V prezidentských volbách roku 1935 byl jedním z iniciátorů rozhodnutí, kdy křesťanští sociálové podpořili na post prezidenta Edvarda Beneše.
Po sloučení Německé křesťansko sociální strany lidové se Sudetoněmeckou stranou přešel v březnu 1938 do jejího poslaneckého klubu. Na podzim 1938 v souvislosti se změnami hranic Československa ztratil svůj mandát.
Po válce byl v rámci vysídlení Němců z Československa přestěhován do západního Německa, kde působil jako ministerský úředník. V roce 1953 kandidoval do zemského sněmu západoněmecké spolkové země Bádensko-Württembersko za volební obvod 183 jako kandidát formace Gesamtdeutscher Block/Block der Heimatvertriebenen und Entrechteten.